# Ephippiandra myrtoidea
Ephippiandra myrtoidea är en tvåhjärtbladig växtart som beskrevs av Joseph Decaisne. Ephippiandra myrtoidea ingår i släktet Ephippiandra och familjen Monimiaceae. Inga underarter finns listade i Catalogue of Life.